# Hawi Feysa
Hawi Feysa (née le 1er février 1999) est une athlète éthiopienne.

## Palmarès

### International
| Date | Compétition                            | Lieu    | Résultat | Épreuve             | Temps          |
| ---- | -------------------------------------- | ------- | -------- | ------------------- | -------------- |
| 2017 | Championnats du monde de cross-country | Kampala | 2e       | Individuel juniors  | 18 min 57 s    |
| 2017 | Championnats du monde de cross-country | Kampala | 1re      | Par équipes juniors | 19 pts         |
| 2019 | Championnats du monde de cross-country | Aarhus  | 1re      | Par équipes seniors | 21 pts         |
| 2019 | Jeux africains                         | Rabat   | 2e       | 5 000 m             | 15 min 33 s 99 |
| 2019 | Championnats du monde                  | Doha    | 8e       | 5 000 m             | 14 min 44 s 92 |

### National
- Championnats d'Éthiopie d'athlétisme
  - Vainqueur du 5 000 mètres en 2018